# Julia Mühlbacher
Julia Mühlbacher (* 2. August 2004 in Braunau am Inn) ist eine österreichische Skispringerin.

## Werdegang
Julia Mühlbacher startete international zum ersten Mal am 21. und 22. Januar 2017 in Kranj im Alpencup, wo sie den 15. und 18. Platz belegte. Im August 2017 gewann sie in Klingenthal ihren ersten Alpencup-Wettbewerb. Nach weiteren Alpencup-Wettbewerben debütierte sie am 6. und 7. Juli 2019 im polnischen Szczyrk im FIS Cup sowie zwei Monate später am 14. September 2019 in Lillehammer im Continental Cup, wo sie den 19. Rang erreichte und damit direkt ihre ersten Continental-Cup-Punkte holte.
In der Saison 2019/20 startete Mühlbacher erstmals am 13. und 14. Dezember 2019 in Notodden im Continental Cup und erreichte mit einem vierten und einem dritten Platz ihre bis dahin besten Continental-Cup-Platzierungen sowie ihren ersten Podestplatz im Continental Cup. Bei den Nordischen Junioren-Skiweltmeisterschaften 2020 in Oberwiesenthal wurde sie im Einzelspringen Elfte. Im Mannschaftswettbewerb wurde sie mit Lisa Eder, Vanessa Moharitsch und Marita Kramer Juniorenweltmeisterin.
Nachdem sie am 18. Dezember 2020 in Ramsau am Dachstein im Weltcup debütiert hatte, konnte sie bei den drei Springen in Hinzenbach Anfang Februar 2021 erstmals in die Punkteränge springen. Bei den Nordischen Junioren-Skiweltmeisterschaften 2021 im finnischen Lahti wurde sie im Einzelspringen Zwölfte. Im Mannschaftswettbewerb wurde sie mit Hannah Wiegele, Vanessa Moharitsch und Lisa Eder Juniorenweltmeisterin. Seit Mai 2021 gehört sie dem A-Kader des ÖSV an.
Bei den Nordischen Junioren-Skiweltmeisterschaften 2022 im polnischen Zakopane wurde sie im Einzelspringen 13. Im Mannschaftsspringen der Juniorinnen belegte sie mit der österreichischen Mannschaft den vierten Platz, während sie im Mixed-Teamwettbewerb mit Vanessa Moharitsch, David Haagen und Daniel Tschofenig Juniorenweltmeisterin wurde.
Am 18. Februar 2023 feierte sie mit dem dritten Platz beim Einzelwettbewerb auf der Normalschanze in Râșnov ihren ersten Podestplatz in einem Weltcupspringen.

## Erfolge

### Grand-Prix-Siege im Team
| Nr. | Datum              | Ort    | Typ                   |
| --- | ------------------ | ------ | --------------------- |
| 1.  | 18. September 2022 | Râșnov | Normalschanze Mixed 1 |

## Statistik

### Weltcup-Platzierungen
| Saison  | Platz | Punkte |
| ------- | ----- | ------ |
| 2020/21 | 40.   | 020    |
| 2021/22 | 47.   | 011    |
| 2022/23 | 28.   | 172    |
| 2023/24 | 19.   | 308    |
| 2024/25 | 22.   | 264    |

### Grand-Prix-Platzierungen
| Saison | Platz | Punkte |
| ------ | ----- | ------ |
| 2022   | 24.   | 051    |
| 2024   | 22.   | 062    |

### Continental-Cup-Platzierungen
| Saison  | Sommer | Sommer | Winter | Winter | Gesamt | Gesamt |
| Saison  | Platz  | Punkte | Platz  | Punkte | Platz  | Punkte |
| ------- | ------ | ------ | ------ | ------ | ------ | ------ |
| 2019/20 | 070.   | 012    | 006.   | 196    | 010.   | 208    |
| 2020/21 | –      | –      | –      | –      | 003.   | 110    |
| 2021/22 | –      | –      | –      | –      | 011.   | 269    |